# Push Proxy Gateway

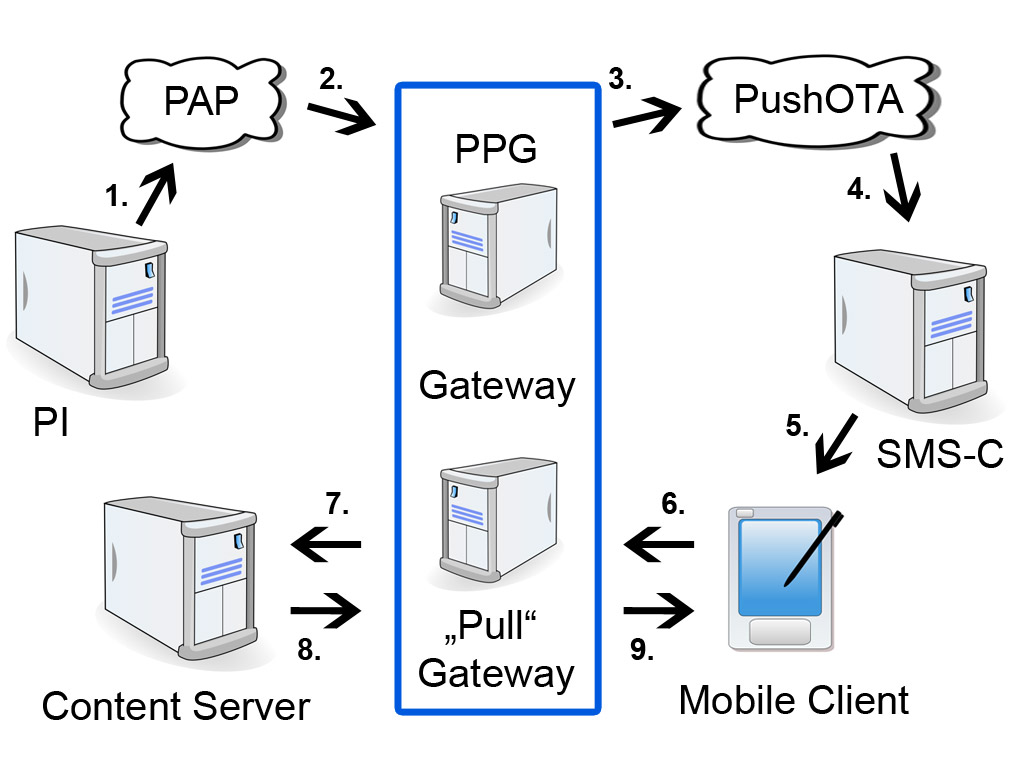
WAP Push Process

Push Proxy Gateway — це компонент шлюзів WAP, який передає сповіщення URL на мобільні телефони. Сповіщення, як правило, включають MMS, електронну пошту, чат, завантаження мелодій та сповіщення про нові програмні засоби. Більшість сповіщень отримуватиме звукове сповіщення пристрою користувача. Повідомлення зазвичай являє собою текстовий рядок із посиланням на URL. На пристрій надсилається лише повідомлення; пристрій повинен щось робити зі сповіщенням, щоб завантажити або переглянути вміст, пов'язаний з ним.

## Технічні характеристики

### PUSH to PPG
Push-повідомлення надсилається як HTTP POST до шлюзу Push Proxy. POST буде багаточастинним XML-документом, перша частина — розділ PAP (протокол доступу Push), а друга частина — або службова індикація, або службове завантаження.
```
 + --------------------------------------------- + 
 | HTTP POST |                                    \
 + --------------------------------------------- + | WAP
 | PAP XML |                                       | PUSH
 + --------------------------------------------- + | Flow
 | Service Indication or Service Loading XML     |/
 + --------------------------------------------- + 
```

#### POST
POST містить як мінімум URL-адресу, на яку публікується (це не стандартно для різних постачальників PPG), та тип вмісту.
Приклад PPG POST:
```
 POST /somelocation HTTP/1.1
 Host: ppg.somecarrier.com
 Content-Type: multipart/related; boundary=someboundarymesg; type="application/xml"
```

#### PAP
PAP XML містить як мінімум елемент <pap>, елемент <push-message> та елемент <address>. 
Приклад XML PAP:
```
 --someboundarymesg
 Content-Type: application/xml
 
 <?xml version="1.0"?>
 <!DOCTYPE pap PUBLIC "-//WAPFORUM//DTD PAP 1.0//EN" "
http://www.wapforum.org/DTD/pap_1.0.dtd
 
[
Архівовано
 1 квітня 2020 у 
Wayback Machine
.
]
">
 <pap>
 <push-message push-id="some_push_id">
 <address address-value="WAPPUSH=+12065551212/TYPE=PLMN@ppg.somecarrier.com" />
 </push-message>
 </pap>
```

Важливими частинами цього PAP-повідомлення є значення адреси та тип адреси. Значення, як правило, є MSISDN, а тип вказує, чи надсилати до MSISDN (типовий випадок) або на IP-адресу. Тип майже завжди MSISDN, оскільки Ініціатор Push (PI), як правило, не має IP-адреси мобільної станції — яка, як правило, динамічна. У випадку IP-адреси:
```
 TYPE = USER @ abcd 
```

Додаткові можливості PAP можна знайти в статті PAP.

#### Service Indication
Індикація служби PUSH (SI) містить як мінімум елемент <si> та <<індикація>.
Приклад Service Indication:
```
 --someboundarymesg
 Content-Type: text/vnd.wap.si
 
 <?xml version="1.0"?>
 <!DOCTYPE si PUBLIC "-//WAPFORUM//DTD SI 1.0//EN" "
http://www.wapforum.org/DTD/si.dtd
 
[
Архівовано
 1 квітня 2020 у 
Wayback Machine
.
]
">
 <si>
 <indication si-id=345532 href="
http://mmsc.somecarrier.com/CFJIOJF43F%5Bнедоступне+посилання+з+01.04.2018%5D
">
 A new MMS has been received, download?
 </indication>
 </si>
```

### Доставлення PPG на мобільну станцію
Після того, як від Push Initiator буде отримано push-повідомлення, у PPG є два способи доставлення. Якщо IP-адреса мобільної станції відома PPG, воно може доставити безпосередньо на мобільну станцію через IP-носій. Це відоме як «Підключення, орієнтоване на з'єднання». Якщо IP-адреса мобільної станції PPG невідома, то PPG доставить SMS- носій. Доставлення через SMS-носія відома як «Pushlessless Push».

#### Push без підключення
У режимі Pushlessless Push потрібен SMSC BIND, щоб PPG доставляв своє push-повідомлення на мобільну станцію. Зазвичай PPG матиме локальний механізм черги SMS, який працює локально, на який він BIND, і який, своєю чергою, BIND в SMSC оператора. Цей механізм повинен передбачати чергу в разі відключення інфраструктури SMS, а також передбачати затримку повідомлень.

#### Підключення, орієнтоване на з'єднання
У натисканнях, орієнтованих на підключення (де пристрій підтримує їх), SMSC BIND не потрібен, якщо шлюз знає IP-адресу мобільних телефонів. Якщо шлюз не в змозі визначити IP-адресу телефону або не в змозі під'єднатися до пристрою, push-повідомлення буде закодовано та надіслане у вигляді SMS.
Push-орієнтований на з'єднання використовується рідше, ніж Pushlessless Push з кількох причин, включаючи:
- Пристрої, зареєстровані в мережі, можуть не встановити сеанс передачі даних (контекст PDP у світі GSM).
- Окрему таблицю IP-> MSISDN слід підтримувати в Push Connected Push.
- Як правило, PPG або інша частина шлюзу повинна отримувати RADIUS або інші пакети обліку, щоб підтримувати Push-орієнтований Push.

### Інші атрибути PUSH
- Push-сповіщення можна підтвердити чи не підтвердити. Більшість носіїв використовують непідтверджені натискання через великі обмеження обсягу та ресурсів, пов'язані з підтвердженим натисканням. Це контролюється налаштуваннями, підтвердженими в елементі тегу якості обслуговування.
- Push-сповіщення можна встановити, якщо вони не надходять до певного часу. Це контролюється, встановивши позначку доставлення перед тимчасовим позначенням в елементі pushmessage.

Багато інших атрибутів існує та детально описані в специфікаціях на Open Mobile Alliance та інших сайтах.

## Продавці PPG
Постачальники PPG включають Nokia Siemens Networks, Ericsson, Gemini Mobile Technologies, Openwave, Acision, Huawei, Azetti [Архівовано 18 листопада 2020 у Wayback Machine.], Alcatel, WIT Software, ZTE та відкрите джерело Kannel.